# Anxietas perplexa
Anxietas perplexa is een slakkensoort uit de familie van de Seguenziidae. De wetenschappelijke naam van de soort is voor het eerst geldig gepubliceerd in 1917 door Tom Iredale.